# Stelis inflata
Stelis inflata är en orkidéart som beskrevs av Carlyle August Luer. Stelis inflata ingår i släktet Stelis och familjen orkidéer. Inga underarter finns listade i Catalogue of Life.